# Nicolaes Borremans
Nicolaes Borremans (Amsterdam, ca. 1614 - ?, 1679) werd in 1649 remonstrants predikant in Nieuwkoop en in 1650 in Maasland tot 1679 toen hij zijn ontslag moest vragen wegens een lichaamskwaal, waarna hij een klein pensioen genoot.
Van hem vindt men enige gedichten in De bloemkrans van verscheidene gedichten door eenige liefhebbers der poezy byeenverzameld, uitgegeven in Amsterdam in 1659. Ook vertaalde hij de, om hun fraaie Latijnse stijl bekende, Annales Hollandiae Zelandiaeque van Matthaeus Vossius als Historische Jaarboecken van Holland en Zeeland (uitgegeven in Gorinchem in 1677), naast verschillende andere godgeleerde werken die onder het pseudoniem N.B.A verschenen, zoals de door hem verzamelde Gedichten van Gerard Brandt de Jonge die in 1640 in Rotterdam verschenen.